# Castell d'Ulldemolins
Castell d'Ulldemolins és un castell desaparegut, però encara catalogat com a monument i declarat bé cultural d'interès nacional, al municipi d'Ulldemolins (Priorat). Al seu solar es construí, al segle xvi, l'església renaixentista de Sant Jaume.

## Història
Sembla que Ulldemolins, en els primers moments de la seva colonització, fou una dependència del castell de Siurana, del qual era castlà Albert de Castellvell cap a mitjans del segle xii. El 31 de gener de 1166, el rei Alfons I, juntament amb Albert de Castellvell, atorgà una carta de poblament als habitants d'Occulo de Molinis, que garantia la lliure possessió del seu terme i de les seves pertinences. La colonització del lloc no arrelà amb prou força, per això, Alfons I atorgà una altra carta de poblament a favor d'Arnau Domènec, cavaller de Siurana. Aquest últim rebé l'any 1187, de la reina Sança, la dominicatura d'Ulldemolins amb el dret de bastir una capella en el seu castell; aquesta darrera notícia deixa entreveure clarament que ja hi havia una fortalesa o castell abans d'aquesta data, tot i que no es pot determinar en quin moment concret fou bastida.
La vila d'Ulldemolins fou incorporada al comtat de Prades quan el rei Jaume II el creà l'any 1324, i la donà en esponsalici a la seva esposa Blanca d'Anjou. Probablement és aquesta època es feren reformes i modificacions en el castell i al segle xv el poble disposava d'un recinte murat que es degué bastir o reforçar amb motiu de la guerra civil catalana (1462-72).
El castell ja devia estar pràcticament derruït al segle xvi, ja que en el solar que ocupava fou construïda entre el 1584 i el 1590 la nova església parroquial, dedicada a Sant Jaume. Avui dia, d'aquest castell tan sols resta el record en el nom d'un carrer de la vila, dit "carrer del Castell".